# Мефодий I (патриарх Константинопольский)
Патриа́рх Мефо́дий I Испове́дник, Омологити́с (греч. Πατριάρχης Μεθόδιος Α΄ Ομολογητής; 788/800 — 14 (18) июня 847) — Патриарх Константинопольский (с 4 (8) марта 843 года). Канонизирован в лике святителей, память в Православной церкви 14 (27) июня, в Католической церкви — 14 июня.

## Биография
Родился на Сицилии в богатой семье, в раннем возрасте поступил в монастырь на острове Хиос. О ранних годах жизни Мефодия данных не сохранилось. Известность он приобрёл при императоре-иконоборце Льве Армянине, когда занял должность апокрисиария при патриархе Никифоре. Мефодий был направлен им в Рим с посланием к папе. Задержавшись в Риме, Мефодий был рукоположён в пресвитера и вернулся в Константинополь уже при патриархе-иконоборце Феодоте и императоре Михаиле II. За поддержку иконопочитания Мефодий был заключён в тюрьму в Акрите. Он получил временную свободу при императоре Феофиле, который вначале приблизил его ко двору, но после поражения в войне против арабов, которое он считал виной «идолопоклонников» (то есть иконопочитателей) сослал его на остров Антигон.
После смерти Феофила, при регентстве императрицы Феодоры, Мефодий 4 марта 843 года был избран Константинопольским патриархом вместо изгнанного иконоборческого патриарха Иоанна Грамматика. Участвовал в проведении «Торжества православия» — написал по этому случаю чинопоследование, используемое в Православной церкви по настоящее время.
Скончался 14 июня 847 года. Сохранились написанные им три чина браковенчения, несколько пастырских поучений и церковных песнопений.